# آندرس گرانده
آندرس گرانده (انگلیسی: Andrés Grande؛ زادهٔ ۲۹ اکتبر ۱۹۷۶) بازیکن فوتبال اهل آرژانتین است.
از باشگاه‌هایی که در آن بازی کرده‌است می‌توان به باشگاه فوتبال بوکا جونیورز اشاره کرد.